# Luis Cabrera Cruz
Luis Cabrera Cruz (* 11. Oktober 1893 in León, Guanajuato, Mexiko; † 2. September 1967) war Bischof von San Luis Potosí.

## Leben
Luis Cabrera Cruz empfing am 24. Februar 1919 das Sakrament der Priesterweihe.
Am 14. Dezember 1950 ernannte ihn Papst Pius XII. zum Bischof von Papantla. Der Bischof von León, Manuel Martín del Campo Padilla, spendete ihm am 14. Februar 1951 die Bischofsweihe; Mitkonsekratoren waren der Erzbischof von Puebla de los Ángeles, Octaviano Márquez y Tóriz, und der Bischof von Tulancingo, Miguel Darío Miranda y Gómez. Am 25. August 1958 ernannte ihn Pius XII. zum Bischof von San Luis Potosí.
Luis Cabrera Cruz nahm an allen vier Sitzungsperioden des Zweiten Vatikanischen Konzils teil.